# 1861 في سويسرا
فيما يلي قوائم الأحداث التي وقعت خلال عام 1861 في سويسرا.

## سياسة

### انتهاء فترة المنصب
- 1 يناير – كارل فوجت عضو مجلس الولايات السويسري.

## مواليد

### فبراير
- 15 فبراير – شارل إدوار غيوم فيزيائي سويسري.

### يونيو
- 16 يونيو – ادوارد فيشر عالم نبات سويسري.

## وفيات

### مارس
- 8 مارس – هاينرخ رودولف شينز (مواليد 1777)

### نوفمبر
- 20 نوفمبر – لويس آلبرت نيكر (مواليد 1786)